# Luzula alpestris
Luzula alpestris är en tågväxtart som beskrevs av H.Nordensk. Luzula alpestris ingår i Frylesläktet som ingår i familjen tågväxter. Inga underarter finns listade i Catalogue of Life.